# Ullörter
Ullörter (Filago) är ett släkte av korgblommiga växter. Ullörter ingår i familjen korgblommiga växter.

## Bildgalleri

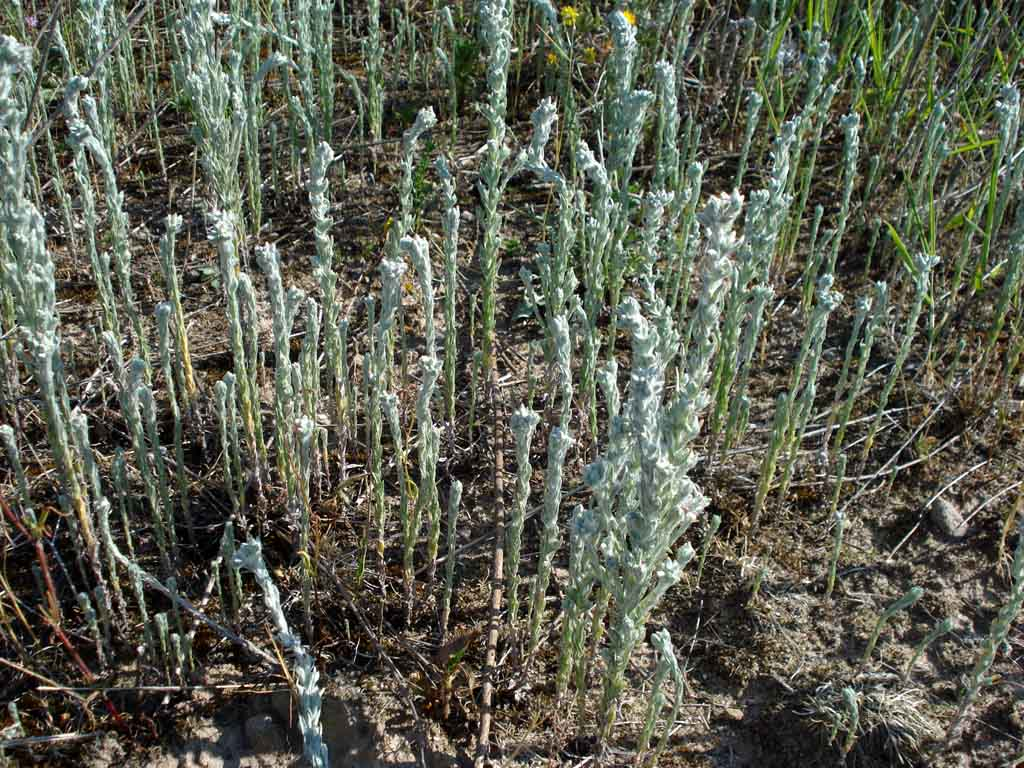
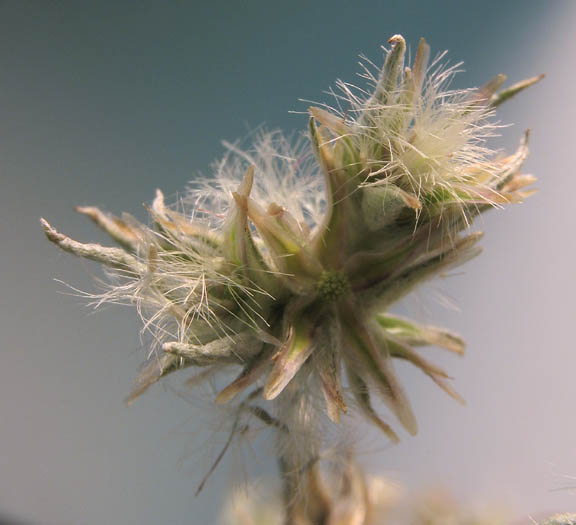
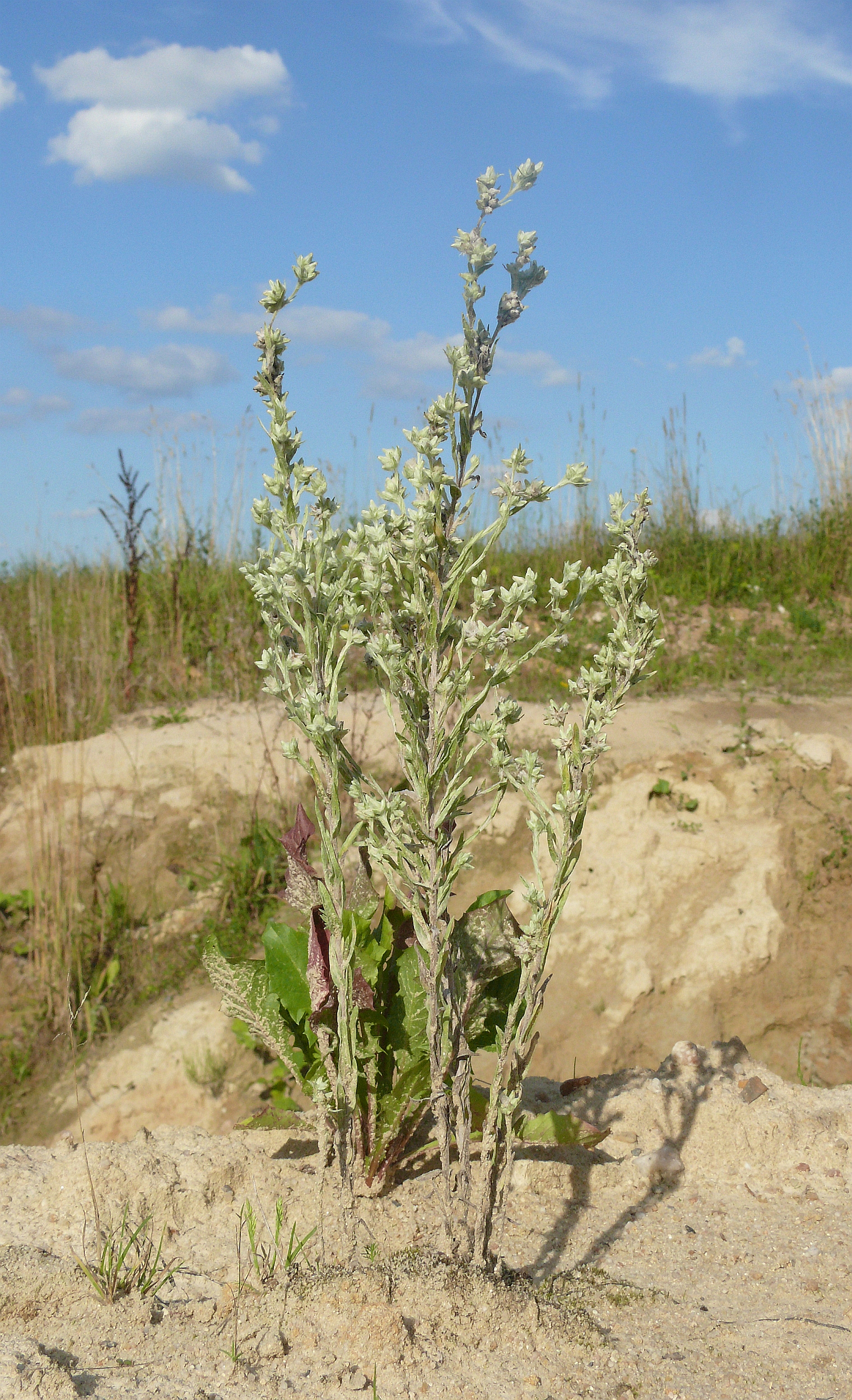
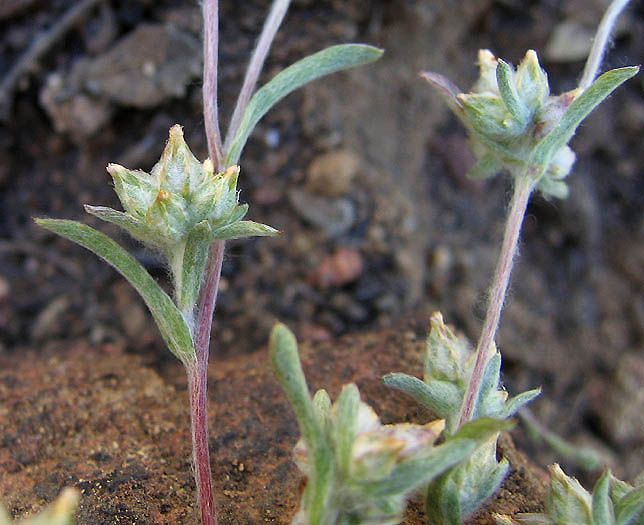
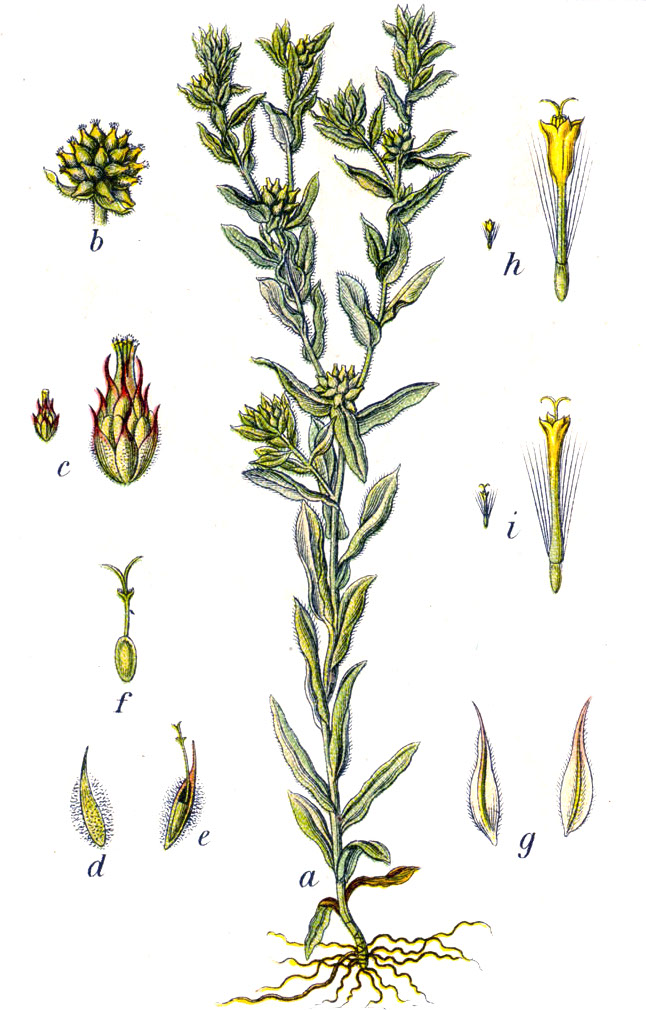

## Dottertaxa till Ullörter, i alfabetisk ordning[1]
- Filago abyssinica
- Filago aegaea
- Filago anatolica
- Filago argentea
- Filago arvensis
- Filago asterisciflora
- Filago californica
- Filago carpetana
- Filago clementei
- Filago congesta
- Filago contracta
- Filago cretensis
- Filago crocidion
- Filago davisii
- Filago desertorum
- Filago duriaei
- Filago eriocephala
- Filago eriosphaera
- Filago filaginoides
- Filago fuscescens
- Filago gallica
- Filago germanica
- Filago heterantha
- Filago hispanica
- Filago hurdwarica
- Filago huruarica
- Filago inexpectata
- Filago libyaca
- Filago linearifolia
- Filago lojaconoi
- Filago longilanata
- Filago lusitanica
- Filago lutescens
- Filago mareotica
- Filago mauritanica
- Filago micropodioides
- Filago minima
- Filago mucronata
- Filago neglecta
- Filago nevadensis
- Filago palaestina
- Filago perpusilla
- Filago petro-ianii
- Filago prolifera
- Filago psilantha
- Filago pygmaea
- Filago pyramidata
- Filago ramosissima
- Filago repens
- Filago sahariensis
- Filago texana
- Filago tyrrhenica